# Mark Schultz (zápasník)
Mark Philip Schultz (* 26. října 1960 Palo Alto, USA) je bývalý americký zápasník.
V roce 1984 vybojoval na olympijských hrách v Los Angeles zlatou medaili ve volném stylu v kategorii do 82 kg, v roce 1988 na hrách v Soulu ve stejné kategorii vybojoval 6. místo. V roce 1985 a 1987 vybojoval v Maďarsku a ve Francii zlato na mistrovství světa.